# Robert Zimmermann (Jesuit)
Robert Zimmermann SJ (* 24. Oktober 1874 in Döttingen; † 8. Februar 1931 in Feldkirch) war ein Schweizer Jesuit, Hochschullehrer und Sprachwissenschaftler.

## Leben
Robert Zimmermann war der Sohn des Barbiers und Kaufmanns Josef Zimmermann und dessen Ehefrau Regina, geb. Weber. Er besuchte das Gymnasium Schwyz und trat 1896 in den Jesuitenorden ein. Von 1900 bis 1903 studierte er Philosophie in Valkenburg aan de Geul und darauf bis 1907 Theologie und Anglistik im Jesuiten-Spiritualitätszentrum St. Beuno’s College in Tremeirchion in der Principal Area Denbighshire in Nordwales. 1908 begann er sein Sanskrit- und Pali-Studium an der Universität Berlin und promovierte 1913.
Von 1914 bis 1930 lehrte er als Professor für Sanskrit und altindische Philosophie am St. Xaviers College der Universität Bombay und war dort auch Mitglied des Universitätssenats; später wurde er Leiter des Bandarkar-Instituts für orientalische Forschung (Bhandarkar Oriental Research Institute) in Pune. Aufgrund einer Erkrankung kehrte er 1930 in die Schweiz zurück und starb im darauffolgenden Jahr. Robert Zimmermann veröffentlichte eine Auswahl von Hymnen des Rigveda und verband seine wissenschaftliche Leistung mit missionarischem Einsatz.

## Schriften (Auswahl)
- Die Quellen der Mahānārāyaṇa-Upaniṣad und das Verhältnis der verschiedenen Rezensionen zueinander. Harrassowitz, Leipzig 1913.
- Logic in the philosophical systems of Sankaracarya and Aristotle. 1919.
- Robert Zimmermann; JS Taraporewala: Selections from Avesta and Old Persian. Calcutta, 1922.
- Peter Peterson Sāyaṇa; Robert Zimmermann: A second selection of hymns from the Rgveda. Government Central Press, Bombay 1922.
- The Identity between Varuna and Ahura Mazda. 1924.
- R. G. Bhandarkar. In: Zeitschrift der Deutschen Morgenländischen Gesellschaft, Band 80, S. 328–335.
- Outline of a comparison between the metaphysics of Aristotle and those of brahmanical sanskrit literature. 1927.